# Masakra w areszcie w Sądowej Wiszni
Masakra w areszcie w Sądowej Wiszni – mord na więźniach przetrzymywanych w areszcie w Sądowej Wiszni dokonany przez funkcjonariuszy NKWD w nocy z 23 na 24 czerwca 1941 roku. Ofiarą zbrodni padło około 70 osób. Była to jedna z wielu tzw. masakr więziennych, dokonanych przez NKWD po rozpoczęciu niemieckiej inwazji na ZSRR.

## Przebieg wydarzeń
22 czerwca 1941 roku nazistowskie Niemcy dokonały inwazji na Związek Radziecki. Pierwsze tygodnie wojny miały bardzo pomyślny przebieg dla strony niemieckiej. Dywizjom Wehrmachtu udało się bowiem rozbić wojska nadgranicznych okręgów wojskowych ZSRR, a następnie wedrzeć się w głąb sowieckiego terytorium. Wobec szybkich postępów niemieckiej ofensywy NKWD przystąpiło do likwidacji więźniów politycznych przetrzymywanych w strefie działań wojennych. Latem 1941 roku w więzieniach i aresztach na okupowanych Kresach Wschodnich II Rzeczypospolitej zamordowano od 20 tys. do 30 tys. osób.
Jednym z kresowych miast, w których dokonano masowego mordu na więźniach była Sądowa Wisznia. Sowieckie archiwa milczą na temat liczby więźniów przetrzymywanych w tamtejszym areszcie, a także ich losów po rozpoczęciu niemieckiej inwazji. Z zeznań świadków wynika natomiast, że 23 czerwca około godziny 16:00 do aresztu przywieziono około 70 więźniów z Przemyśla i Mościsk. Prawdopodobnie były to osoby zatrzymane już po wybuchu wojny niemiecko-sowieckiej. Egzekucje rozpoczęły się niedługo później. W pierwszej kolejności enkawudziści zamordowali nowo przybyłych więźniów, następnie przystąpili do likwidacji aresztantów pochodzących z Sądowej Wiszni i okolic. Ofiary rozstrzeliwano ogniem broni maszynowej na dziedzińcu aresztu. Strzały i krzyki mordowanych zagłuszano warkotem uruchomionego silnika samochodowego. Zwłoki wywożono do lasku położonego w pobliżu miejscowego kościoła.
Likwidację aresztu przerwała ucieczka enkawudzistów, spowodowana obawą przed zbliżającymi się wojskami niemieckimi. Nad ranem 24 czerwca mieszkańcy Sądowej Wiszni wdarli się do budynku i uwolnili przebywających w celach więźniów. W ten sposób ocalało około 50 osób (Ukraińców i Polaków). Prawdopodobnie informacje o zbliżaniu się Niemców były przedwczesne, gdyż jeszcze tego samego dnia z Gródka Jagiellońskiego powróciła do Sądowej Wiszni grupa funkcjonariuszy NKWD. Poszukiwali oni ocalałych więźniów, m.in. przeprowadzili rewizje w kilku domach. Uciekinierzy zdołali się jednak wcześniej ukryć, stąd Sowieci nie schwytali żadnego z nich.
Liczba więźniów zamordowanych przez NKWD w Sądowej Wiszni szacowana jest na około 70 osób.